# Koulikoro
Koulikoro ist eine Stadt in Mali. Sie ist die Hauptstadt der südwestlich gelegenen Region Koulikoro als auch des dortigen Kreises Koulikoro.
2015 zählte Koulikoro etwa 51.000 Einwohner.

## Geographie

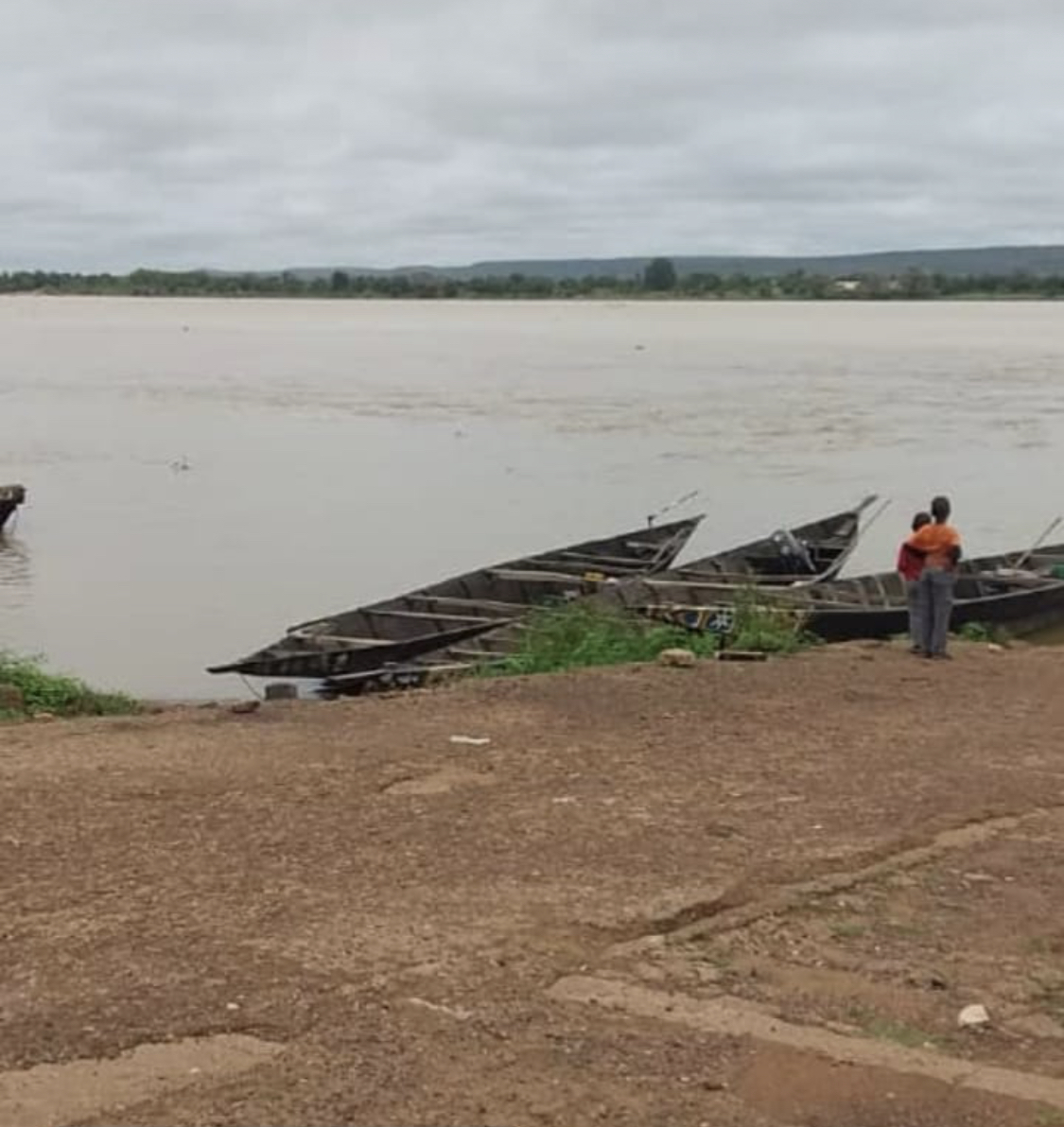
Niger in Koulikoro

Koulikoro  liegt am Ufer des Niger, etwa 60 km nordöstlich, flussabwärts der Hauptstadt Bamako. Den Namen „Kolo koro“ (am Fuße des Berges) hat die Stadt vom Hügel, der sie im Norden begrenzt. In der Geschichte von Mali spielt dieser Berg, der Nianankoulou, eine wichtige Rolle.
Die Stadt hat folgende Ortsteile (von Bamako her kommend): Souban, Koulikoro Gare, Koulikoro Ba und Katibougou.

## Geschichte
- 1204–1205: Der König des Sosso, Soumangourou Kanté, herrscht mit Gewalt und Schrecken im kleinen Königreich Mandé.
- 1235 wird er von Soundiata, dem späteren König des Mali Reiches, bei der Schlacht von Kirina geschlagen. Nach der Legende gelangt er auf seiner Flucht nach Koulikoro und verschwindet in den Höhlen des Nian Koulou, wo er noch immer herrscht.
- 1785: Mungo Park (britischer Afrikaforscher im 17. Jahrhundert) kommt auf seinen beiden Malireise zur Erforschung des Nigers hier vorbei.
- 1800–1808: Gründung des Dorfes Koulikoro durch Dioba Diarra
- 1850; Ankunft der Fofana und Singaré, die vor dem Eroberer der Tukulor, El Hadj Oumar TALL, hierher geflohen sind.
- 1884 unterzeichnen der Capitain de Lanneau und Ouodiou Diarra, Dorfchef, einen Protektionsvertrag, ein Militärcamp wird errichtet.
- 1897: Verlegung der landwirtschaftlichen Forschungsstation[2] von Kati nach Katibougou
- 1904: Ankunft des ersten Zuges in Koulikoro und Gründung des Quartiers Koulikoro Gare
- 1907: Bau des Buffet und Hôtel de la Gare, heute Gemeindehaus und Präfektur von Koulikoro
- 1924: Überschwemmung der Stadt
- 1929: Heuschreckeninvasion
- 1940–1941: Beschlagnahmung eines Teils der Hirseernte durch die Franzosen
- 1942: Bau der HUICOMA (Huilerie Cotonnière du Mali) zur Verarbeitung der Baumwolle und der Baumwollsamen
- 1950: zweite Überschwemmung der Stadt
- 1968: Nach dem Staatsstreich vom 19. November wird der gewählte Staatspräsident Modibo Keïta in Kayo/Koulikoro festgenommen.
- 1979: Wahl zur Hauptstadt der Region Koulikoro und bis heute Sitz des Gouvernorat de Koulikoro

## Einwohnerentwicklung
Die letzten Volkszählungen ergaben jeweils folgende Einwohnerzahlen:
| Jahr | Einwohner |
| ---- | --------- |
| 1998 | 28.670    |
| 2009 | 41.602    |

## Verkehr

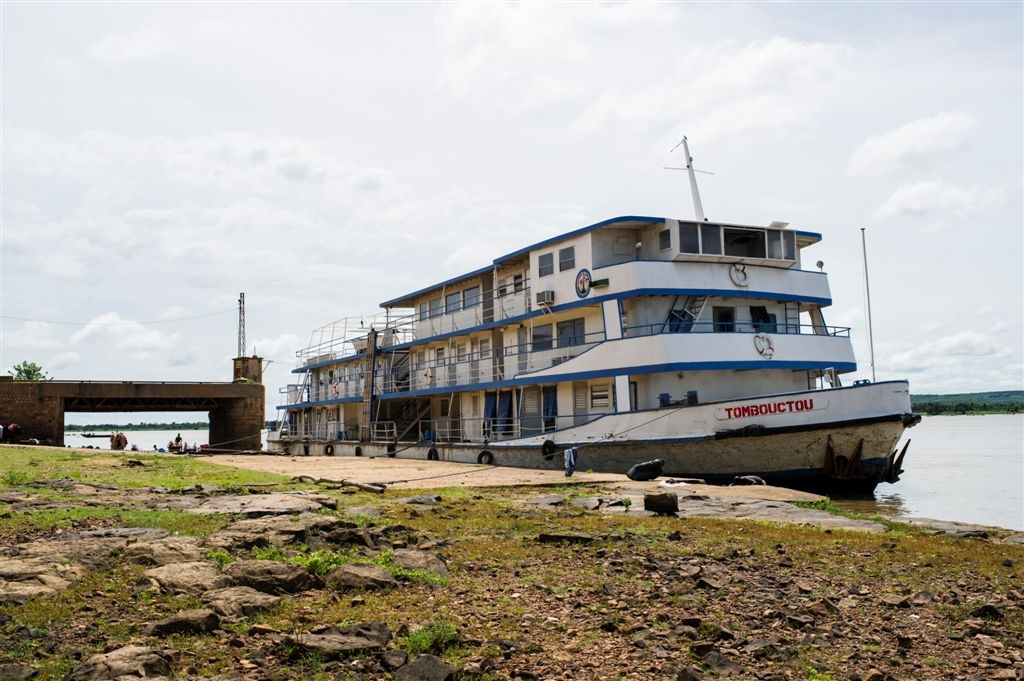
Schiff der COMANAV im Hafen von Koulikoro

Da der Niger zwischen Bamako und Koulikoro nicht schiffbar ist, wurde Koulikoro zum Endbahnhof der Eisenbahnstrecke Dakar–Bamako–Koulikoro. Hier im Hafen von Koulikoro wurden die Waren aus Ségou, Mopti, Timbuktu, Gao vom Schiff auf den Zug verladen für den Weitertransport zum Überseehafen von Dakar. Nach der 2003 durch die Weltbank erzwungenen Privatisierung der Eisenbahn fahren nun keine Züge mehr nach Koulikoro.
Obwohl die Lagerhäuser des Office du Niger heute meist unbenutzt sind und im alten Hafenbecken Wäsche gewaschen wird, spielen Fluss und Hafen noch immer eine wichtige Rolle für den Personenverkehr und den lokalen Gütertransport. Regelmäßig starten Pinassen Richtung Nyamina und Ségou. Pirogen transportieren Güter und Menschen von einer Seite des Niger zur anderen.
Zwischen August und Oktober, am Ende der Regenzeit bei Hochwasser, fahren auch die großen Schiffe der COMANAV (Compagnie malienne de navigation) nach Ségou, Mopti, Timbuktu und Gao.
Ab Januar, wenn die heiße Zeit beginnt, ist der „Plage de Koulikoro“ berühmt zum Baden.

## Wirtschaft
Lange Zeit war Koulikoro durch den Baumwollölproduzenten HUICOMA (Hulerie cotonnière du Mali) eine Industriestadt, in der Firma arbeiteten bis zu 800 Mitarbeiter. 2006 wurde die Fabrik nach der Privatisierung von HUICOMA geschlossen. Im Sand-Kiesabbau aus dem Flussbett gibt es eine weitere, allerdings schlecht bezahlte und oft gefährliche Industrie. Einige weitere kleinere Betriebe sind die Werft INACOM (Industrie de construction navale) und der Batterienhersteller Grand Moulin du Mali.

### Garnison
Seit dem 1. Oktober 1980 ist die Offizierschule der Forces armées maliennes (FAMa), der malischen Armee in Koulikoro angesiedelt.
Seit 2013 ist auch die europäische Trainingsmission EUTM Mali mit der Ausbildung- und Trainingseinheit (Education and Training Task Force – ETTF) an der Schule angesiedelt.

## Legende des Soumangourou Kanté

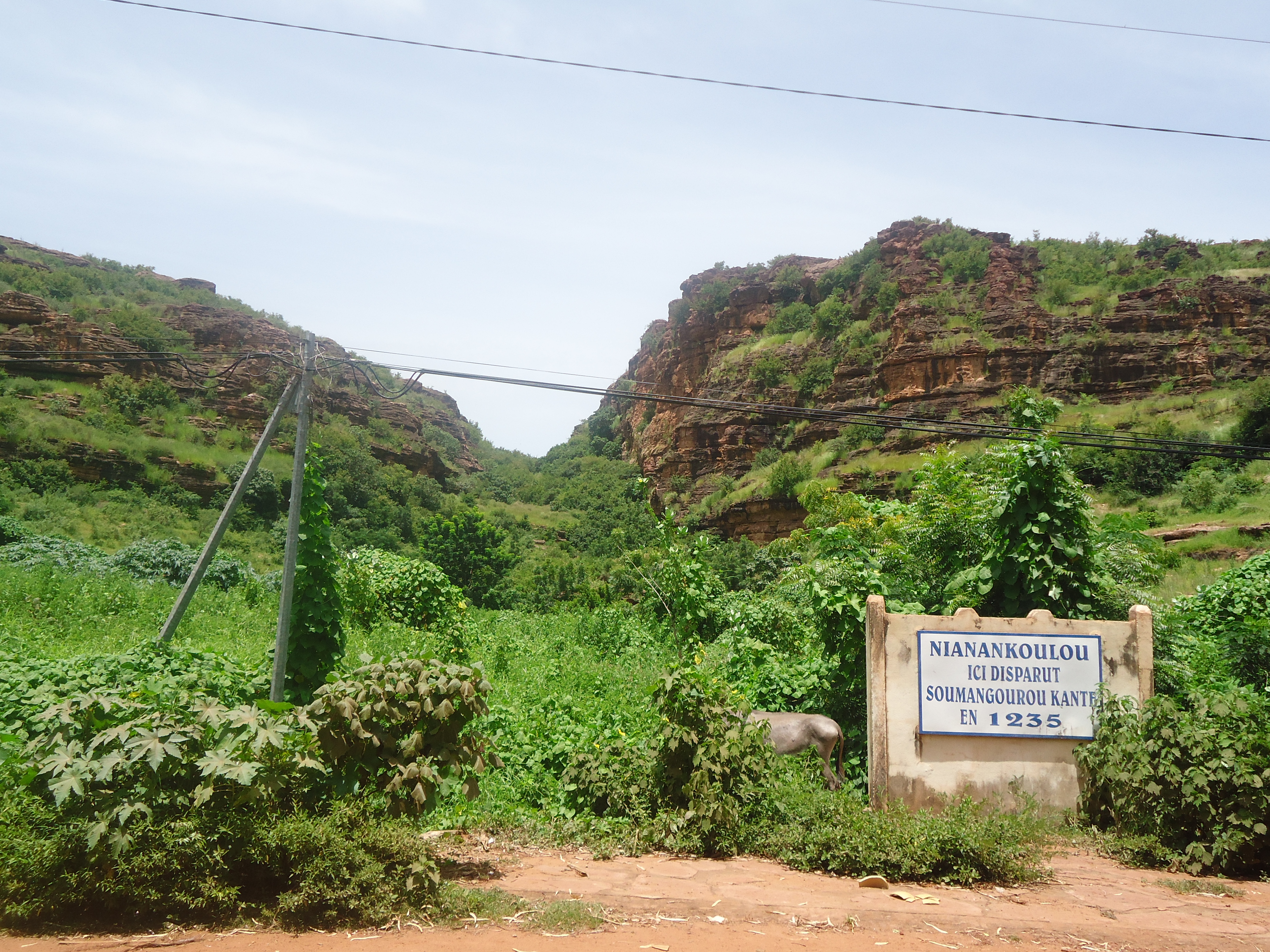
Nianankoulou

Noch heute erzählen die Griots von Koulikoro von den wundersamen Kräften des Soumangourou Kantés und seinem rätselhaften Verschwinden im Jahre 1235.
Soumangourou Kanté war der König des Sossos zu Beginn des 13. Jahrhunderts. Er regierte mit Terror und Magie über den ganzen Westen des heutigen Malis. Nur
Soundiata Keïta getraute sich, es mit dem Schreckensherrscher aufzunehmen. Soundiata wird später das Mali-Reich gründen.
Soundiata war der siebte Sohn eines Jägers von Kita und einer Frau aus Toron. Er war mit einer Behinderung zur Welt gekommen und konnte nicht auf die Jagd gehen und seiner Mutter Wildbret heimbringen. Die Eltern schämten sich dieses Sohnes und verwünschten ihn. Und Soundiata sagte sich, lieber sterben als diese Schande. Er flüchtete in die Wälder und begegnete einer Hexe. Sie wendete die Kunst „des charmes“ an und Soundiata wurde der beste Krieger der ganzen Gegend. Er kehrte zu seinen Eltern zurück, immer noch vorspielend er sei behindert und fragte nach einem Stock, um sich abzustützen. Nach der legendären Schlacht von Krina musste Soumangourou fliehen. Es wird erzählt, dass er bis zu den Hügeln von Koulikoro kam, wo er in der Grotte von Fakoly Fanfa Zuflucht fand.
In Mali sterben die Helden nie. Sie verschwinden und wachsen über sich hinaus in die Reinkarnation. Noch heute zelebrieren die Eingeweihten den Kult des Nianan in den Grotten des Hügels.

## Städtepartnerschaften
Seit 1989 ist Koulikoro in einer Dreier-Städtepartnerschaft verbunden mit Quetigny in Frankreich (bei Dijon) und Bous in Deutschland (Saarland).

## Söhne und Töchter der Stadt
- Modibo Keïta (1942–2021), Politiker, Premierminister von Mali (2002; 2015–17)
- Toumani Djimé Diallo (* 1948), Diplomat
- Fatoumata Dembélé Diarra (* 1949), Juristin, Richterin am Internationalen Strafgerichtshof